# Ashland (Oregón)
Ashland es una ciudad ubicada en el condado de Jackson en el estado estadounidense de Oregón. En el año 2007 tenía una población de 21.630 habitantes y una densidad poblacional de 1,160 personas por km².

## Geografía
Ashland se encuentra ubicada en las coordenadas 42°11′29″N 122°42′3″O / 42.19139, -122.70083, al sur del estado, cerca de la frontera con California.

## Historia
En enero de 1852, se establecieron los primeros colonos llegados por la Senda de Oregón. El poblado era además parte del Camino Siskiyou que enlazaba con California.

## Demografía
Según la Oficina del Censo en 2000 los ingresos medios por hogar en la localidad eran de $32,670, y los ingresos medios por familia eran $49,647. Los hombres tenían unos ingresos medios de $36,825 frente a los $30,632 para las mujeres. La renta per cápita para la localidad era de $21,292. Alrededor del 12.5% de la población estaban por debajo del umbral de pobreza.